# 聖若澤杜斯皮尼艾斯

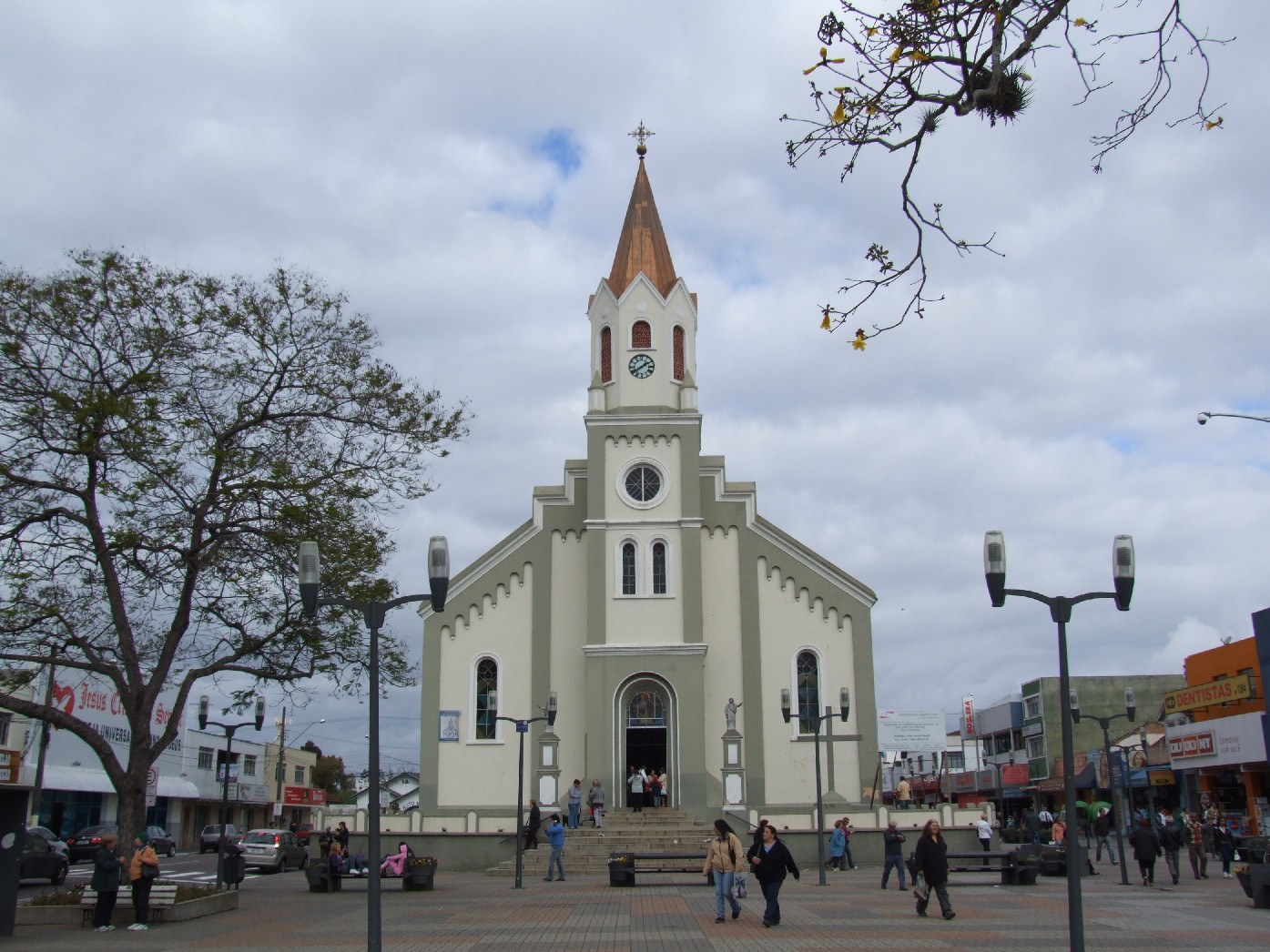
聖若澤杜斯皮尼艾斯

聖若澤杜斯皮尼艾斯（葡萄牙語：São José dos Pinhais）是巴西的城市，位於該國南部，由巴拉那州負責管轄，始建於1852年7月16日，面積945.7平方公里，海拔高度906米，受亞熱帶氣候影響，2009年人口279,297。